# 淡島神
淡島神（アワシマノカミ）或淡島明神為日本民間信仰的女神。

## 概要
日本各地的淡島神皆自和歌山縣和歌山市加太的淡嶋神社分靈而來，該神社亦是全國淡島、淡路神社的總本社。大多數的淡島、淡路神社在明治初年神佛分離的政策逼迫下，改奉少彥名神。而各地寺廟祭祀淡島神的地方一般稱作「淡島堂」，其中以東京都台東區淺草淺草寺裡的淡島堂最為出名。
江戶時代元祿時期，淡島信仰開始在全國流行起來，這歸功於背負著淡島明神小廟的苦行僧「淡島願人（あわしまがんにん）」（也有人說是廚子），行走全國詠唱經文，宣揚淡島明神的各種神蹟。相傳淡島明神可以治癒白帶、不孕等婦女病，也可保佑安胎順產、幫助增長裁縫技藝等。至於淡島明神的本體由來眾說紛紜，主要有下述幾點：
1. 少彥名命之說：據《日本書紀》卷第一神代上的第六種說法記載，少彥名命為醫藥之神，幫助大己貴神建設國家。後來行至熊野之御碕，遂往常世國；亦曰至淡島，乘坐粟莖彈跳渡至常世國。而《伯耆國風土記》軼文也有同樣之記載[2]，提到少日子命（即少彥名命）往粟島（あわしま，發音同淡島）彈跳渡至常世國。很多自加太淡島神社分靈出去的淡島神社皆採此說法，故神佛分離時改奉少彥名神。
2. 「淡島」之說：按《古事記》上卷之記載，伊邪那岐命、伊邪那美命二神相媾生國，所生子名為水蛭子，祂們將此子放入以蘆葦編成的船而流去；次生淡島，亦不計入子之例。
3. 住吉明神后神之說：傳說淡島神為天照大神的第6個孩子[3][4]，下嫁住吉明神，卻因染上婦女病遭流放至淡島，因此發誓要救助為婦女病所苦的女性。至於和歌山市加太對岸的友島上有一座住吉神社，則是後世穿鑿附會而設置[5]。
4. 婆利塞女之說：這個傳說和上一個有點關聯性，據說婆利塞女（ばりさいじょ）在16歲那年嫁給住吉明神，卻不幸染上婦女病，被放在小船裡流放，3月3日在淡島擱淺。由於同為婦女病所苦，便發願救助類似遭遇的女性，修禊時使用紙人除去障礙，這便是現在信徒在加太淡島神社裡貢獻女性人偶的由來。

再者，目前加太淡島神社也有祭祀息長足姬命（即神功皇后），該神祇也有安胎順產、治癒疾病之神格。

## 信仰
主祀淡島神的神社除各地之淡島、淡路神社及淡島堂外，另計有下述：
- 淡嶋神社（和歌山縣和歌山市加太）：全國淡島、淡路、粟島神社的總本社，又稱加太淡島神社。
- 粟島神社（熊本縣宇土市新開町）：其「迷你鳥居」[6]相當出名。
- 宗德寺粟島堂（京都市下京區）
- 八幡山淨光院森巖寺淡島堂（東京都世田谷區）
- 淺草寺淡島堂（東京都台東區）

## 內部連結
- 淡嶋神社
- 少彥名
- 淺草寺

## 外部連結
- （日語）加太淡嶋神社 （页面存档备份，存于）
- （日語）淡島堂と針供養
- （日語）浅草寺：淡島堂
- （日語）淡島信仰と流し雛 ～流し雛は雛人形の源流か～